# Каен (рапър)
Каен (Kaen) е артистичен псевдоним на полския хип-хоп изпълнител и кикбоксьор Да̀вид Хѐнрик Старѐйки (на полски: Dawid Henryk Starejki). Характерна особеност за него е черната маска, с която прикрива лицето си.
Започва музикалната си кариера през 2000 г. като член на полската хип-хоп формация RSA Konqrent. От 2008 г. се отдава на самостоятелна кариера.

## Биография
Роден е на 4 юли 1988 г. в град Санок, Югоизточна Полша. В периода 2000 – 2008 г. е член на хоп-хоп формацията RSA Konqrent. През 2008 г. издава своя първи самостоятелен албум Żyj Albo Umieraj (Живей или умри). На следващата година излиза втория албум Sztuka ulicy (Улично изкуство). През 2012 г. подписва договор с музикалната компания Prosto и на 28 септември излиза третият албум Od kołyski aż po grób (От люлката до гроба).
Kartka z pamiętnika е сингъл, издаден през 2013 година. Видеоклипът към него е създаден от екипа на Toczy Videos. Каен показва спомените на ранната си младост, когато на всяка крачка среща трудности. На 14 февруари 2014 г. е представянето на четвъртия солов албум Piątek 13-go (Петък 13-и).
В 2015 г. излиза петият албум Tylko Śmierć Może Mnie Zatrzymać (Само смъртта може да ме спре).